# Champsodon nudivittis
Champsodon nudivittis (Ogilby, 1895) è un pesce osseo marino appartenente alla famiglia Champsodontidae.. 

## Distribuzione e habitat
C. nudivittis è diffuso nell'Indo-Pacifico a ovest fino al Madagascar e a est fino all'Australia. Non è segnalato per il mar Rosso né per le coste continentali africane dell'oceano Indiano. Nel 2008 un individuo è stato catturato con rete a strascico nella baia di Alessandretta, nel mar Mediterraneo orientale. Vista l'assenza della specie nel mar Rosso si ritiene che l'ingresso sia avvenuto per involontaria introduzione con le acque di zavorra di una nave piuttosto che per immigrazione lessepsiana.
Probabilmente vive sul fondale ed effettua migrazioni notturne verso acque più superficiali. La massima profondità a cui è stato catturata questa specie è di 335 metri. L'individuo mediterraneo è stato pescato a circa 50 metri di fondale.

## Descrizione

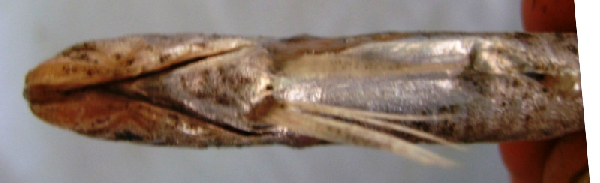
Particolare della disposizione delle scaglie sul ventre di C. nudivittis.

I Champsodontidae hanno tutti aspetto molto simile. Hanno corpo allungato e leggermente compresso lateralmente, grande bocca obliqua che supera ampiamente l'occhio armata di denti acuminati e aghiformi disposti in due file. Gli occhi sono posti in alto sul profilo del capo. Le pinne dorsali sono due, separate da uno spazio, la prima è breve e con 5 raggi spinosi, la seconda, a raggi molli, è più lunga e opposta alla pinna anale, che ha dimensioni simili. Le pinne pettorali sono piccole, con inserzione obliqua. Le pinne ventrali sono invece grandi e allungate, inserite sotto le pettorali. La caratteristica diagnostica più utile per distinguere le specie di Champsodon, o almeno le tre conosciute nel Mediterraneo, è la disposizione delle scaglie sulla superficie ventrale. In C. nudivittis il mento è privo di scaglie mentre una piccola area ovale scagliosa è presente tra i due opercoli anteriormente alle pinne ventrali e il ventre è nudo fino all'ano e oltre. La colorazione dell'individuo conservato in formalina è bruno scuro dorsalmente che schiarisce sui fianchi per farsi chiaro nella regione ventrale. Una macchia scura è alla base della pinna caudale e una piccola area punteggiata di scuro è presente sul mento dell'animale. 
La taglia massima nota è di 12,7 cm.

## Biologia
Pressoché ignota.

### Alimentazione
Predatore. Nello stomaco sono presenti soprattutto prede pelagiche e questo avvalora l'ipotesi che questa specie effettui migrazioni notturne in acque superficiali.

## Pesca
Viene catturato occasionalmente con le reti a strascico ma non ha nessun valore.

## Conservazione
La lista rossa IUCN non valuta questa specie.